# انجرليك
انجرليك (بالتركية: İncirlik)‏ هي بلدة وبلدية سابقة في منطقة ساريشام التابعة لمحافظة أضنة في جنوب تركيا ، 8 كم (5 ميل) شرق وسط مدينة أضنة . يبلغ عدد سكانها 15,763 نسمة (2022). 